# No Surrender (2021)
Pour les articles homonymes, voir No Surrender.
No Surrender est un Pay-per-view de catch (lutte professionnelle) produit par la fédération Impact Wrestling, une fédération de catch américaine qui est télédiffusée et visible en paiement à la séance sur Impact Plus. L'événement a eu lieu le 13 février 2021 au Skyway Studios à Nashville (Tennessee). Il s'agit de la treizième édition de No Surrender.

## Contexte
Les spectacles d'Impact Wrestling sont constitués de matchs aux résultats prédéterminés par les scénaristes de la compagnie. Ces rencontres sont justifiées par des storylines – une rivalité entre catcheurs, la plupart du temps – ou par des qualifications survenues dans les shows. Tous les catcheurs possèdent un gimmick, c'est-à-dire qu'ils incarnent un personnage gentil (Face) ou méchant (Heel), qui évolue au fil des rencontres. Un événement comme No Surrender est donc un événement tournant pour les différentes storylines en cours.

## Tableau des matchs
| Ordre par numéros                                                                         | Résultat | Stipulation(s)                                                                                   | Temps |
| ----------------------------------------------------------------------------------------- | --- | ------------------------------------------------------------------------------------------------ | ----- |
| 1                                                                                         | The Decay (Black Taurus, Crazzy Steve et Rosemary) battent XXXL (Acey Romero et Larry D) et Tenille Dashwood                          | 6-Person Mixed Tag Team match                                                                    | 7:57  |
| 2                                                                                         | Brian Myers et Hernandez battent Eddie Edwards et Matt Cardona                                                                        | Tag Team match                                                                                   | 9:55  |
| 3                                                                                         | Jake Something bat Deaner | Match simple                                                                                     | 10:23 |
| 4                                                                                         | Josh Alexander bat Ace Austin (avec Madman Fulton), Blake Christian, Chris Bey, Daivari, Suicide, Trey Miguel et Willie Mack          | Triple Threat Revolver Le gagnant deviendra aspirant no 1 au Impact X Division Championship      | 22:14 |
| 5                                                                                         | Fire N Flava (Kiera Hogan et Tasha Steelz) (c) battent Havok et Nevaeh                                                                | Texas Tornado No Disqualification Tag Team match pour les Impact Knockouts Tag Team Championship | 9:17  |
| 6                                                                                         | TJP (c) bat Rohit Raju (avec Mahabali Shera)                                                                                          | Match simple pour le Impact X-Division Championship                                              | 10:27 |
| 7                                                                                         | Jazz, Jordynne Grace et ODB battent Deonna Purrazzo, Kimber Lee et Susan                                                              | 6-Women Tag Team match                                                                           | 8:47  |
| 8                                                                                         | The Good Brothers (Doc Gallows et Karl Anderson) (c) battent Chris Sabin et James Storm et Private Party (Isiah Kassidy et Marq Quen) | Triple Threat Tag Team match pour les Impact World Tag Team Championship                         | 13:52 |
| 9                                                                                         | Rich Swann (c) bat Tommy Dreamer | Match simple pour le Impact World Championship                                                   | 15:21 |
| La lettre C placée entre parenthèses désigne la personne ou l’équipe championne en titre. | |                                                                                                  |       |